# زور تقسیس
زور تقسیس (به عربی: زور تقسیس) یک منطقهٔ مسکونی در سوریه است که در استان حما واقع شده‌است.

## خصوصیات
زور تقسیس ۱٬۱۱۲ نفر جمعیت دارد.